# أ. ك. سبارينغ
أنثوني كولين سبارينغ ( ولد في 31 يناير 1936) هو أستاذ وليام راند كينان جونيور للغة الإنجليزية في جامعة فرجينيا. متخصص في أدب القرون الوسطى، ربما يعتبر معروفا على نطاق واسع بكتبه كالشاعر غوين و شعر الأحلام في العصور الوسطى و ترجمته لكتاب "سحابة الجهل"  و بعض الأعمال الأخرى لصالح كلاسيكيات البطريق .

## تعليمه
تلقى تعليمه في كلية يسوع ، كامبردج. وكان زميل أبحاث في كلية غنفيل وكيوس ، كامبريدج. كما حصل على الماجستير من جامعة كامبريدج عام 1960. كان زميلًا في كلية كوينز ، كامبريدج منذ عام 1960. و عين زميل فخري مدى الحياة منذ عام 1987.
حصل على دكتوراه فخرية من جامعة لوند ، السويد. وحصل أيضا على درجة دكتوراه في الآداب من جامعة كامبريدج في 19 يوليو 2014.

## أعماله
نشر أنثوني العديد من الكتب والأوراق حول موضوعات الأدب الإنجليزي في العصور الوسطى ، بما في ذلك العديد من الأعمال حول جيفري تشوسر.  تشمل أعمال   سبارينغ ما يلي:
- Criticism and Medieval Poetry (1964, 2 edn 1972; (ردمك 0-06-496441-8))
- An Introduction to Chaucer (with Maurice Hussey and James Winny, 1965; (ردمك 0-521-09286-8))
- The Medieval Poet as Voyeur (1993; (ردمك 0-521-41094-0))
- Textual Subjectivity: The Encoding of Subjectivity in Medieval Romances and Lyrics (2005; (ردمك 0-19-818724-6))